# Talles Magno
Talles Magno Bacelar Martins (ur. 26 czerwca 2002 w Rio de Janeiro) – brazylijski piłkarz występujący na pozycji napastnika. Zawodnik klubu Corinthians do którego jest wypożyczony z New York City FC.